# Cantone di Canet-en-Roussillon
Il Cantone di Canet-en-Roussillon era una divisione amministrativa dell'arrondissement di Perpignano.
È stato soppresso a seguito della riforma complessiva dei cantoni del 2014, che è entrata in vigore con le elezioni dipartimentali del 2015.
Comprendeva i comuni di:
- Canet-en-Roussillon
- Sainte-Marie
- Saint-Nazaire
- Villelongue-de-la-Salanque